# Josip Đerđa
Josip "Pino" Djerdja, comúnmente conocido como Pino Gjergja (alternativamente Đerđa, Djerdja or Giergia), también acreditado como Giuseppe Giergia, fue un jugador y entrenador de baloncesto croata nacido el 24 de noviembre de 1937, en Zadar, RFS Yugoslavia. Consiguió 3 medallas en competiciones internacionales con Yugoslavia. Cambió cancha por banquillo, entrenando a equipos como el PAOK Salónica, Zadar y las selecciones de Yugoslavia y de Croacia.

## Trayectoria deportiva

### Los inicios: la influencia de Bob Cousy
Djerdja nació con el nombre de Giussepe, ya que Zadar estaba bajo el dominio italiano. Eran los tiempos de la Segunda Guerra Mundial y de Benito Mussolini. Incluso tuvo que aprender a hablar croata después que el italiano. Comenzó a jugar al fútbol, pero una lesión en un brazo hizo que su padre le prohibiera ese deporte, por lo que se decantó por el baloncesto.
En Zadar, su localidad natal, el baloncesto siempre ha tenido una gran tradición desde 1929. De hecho existe un dicho en esa zona que reza lo siguiente "Dios creó al hombre y Zadar creó al baloncesto" (Bog je stvorija covika, Zadar kosarku).
Pero en 1955 se produjo un punto de inflexión en su vida y en su carrera. Djerdja recibió de una tía suya que vivía en Estados Unidos una cinta de 16 mm de Bob Cousy, el jugador de los Boston Celtics. Djerdja se quedó prendado del juego de aquel jugador americano, que pasaba el balón por la espalda mientras miraba hacia otro lado.

### Etapa en Zadar
A finales de la década de 1950 y principios de la de 1960, la Liga Yugoslava estaba dominada por el OKK Belgrado de Radivoj Korac y el Union Olimpija Ljubljana de Ivo Daneu. Entre 1957 y 1964 ganaron cuatro títulos cada uno. En 1965, el título serís por primera vez para el KK Zadar. Djerdja había vuelto del servicio militar y el equipo estaba compuesto entonces por los hermanos Marcelic, Stipcevic, Komazec, Valcic, Kosta, Marc Ostarcevic (conocido en España como el marido de la artista Norma Duval) y un joven que no había cumplido los 17 años llamado Krešimir Ćosić. Zadar terminó primero, con un récord de 18-4, dos derrotas menos que el Olimpija. El mejor anotador fue Korac con 695 puntos (34,8 por partido), Djerdja fue sexto en total puntos (478) pero como jugó 19 partidos, su promedio fue de 25,2, el segundo mejor.
Fueron campeones de la Liga Yugoslava en 1967 (Cosic 21,2, Djerdja 17,3), 1968 (Cosic 21,3, Djerdja 17,4), 1974 (Cosic 23,1, Djerdja 18,9) y 1975 con un récord de 25-1 (Cosic 24,1, Djerdja 14,3 con 38 años) En 1970 ganaron la Copa Yugoslava contra Jugoplastika por 64-60 jugando en Split. Djerdja anotó 23 puntos, incluidos los últimos 6 después de un empate 57-57 y Cosic añadió 19.

### Selección yugoslava
Djerdja fue subcampeón mundial con Yugoslavia en 1963 en Río de Janeiro (8,8 puntos) y participó en los Juegos Olímpicos de Tokio de 1964 (9.9 puntos), el EuroBasket de Moscú (plata, 10,3 puntos) y el Campeonato Mundial en Montevideo, donde coincidió con el joven Cosic. Ganaron la medalla de plata, pero juntos trajeron felicidad a los fanáticos de Zadar.